# Río Colorado (Texas)
El río Colorado (Colorado River) es un largo río del Suroeste de los Estados Unidos que desemboca en el golfo de México. Con una longitud total de 1387 km es el decimoctavo río más largo del país y drena una cuenca de 109.550 km².
Administrativamente, el río discurre por el estado de Texas.

## Geografía

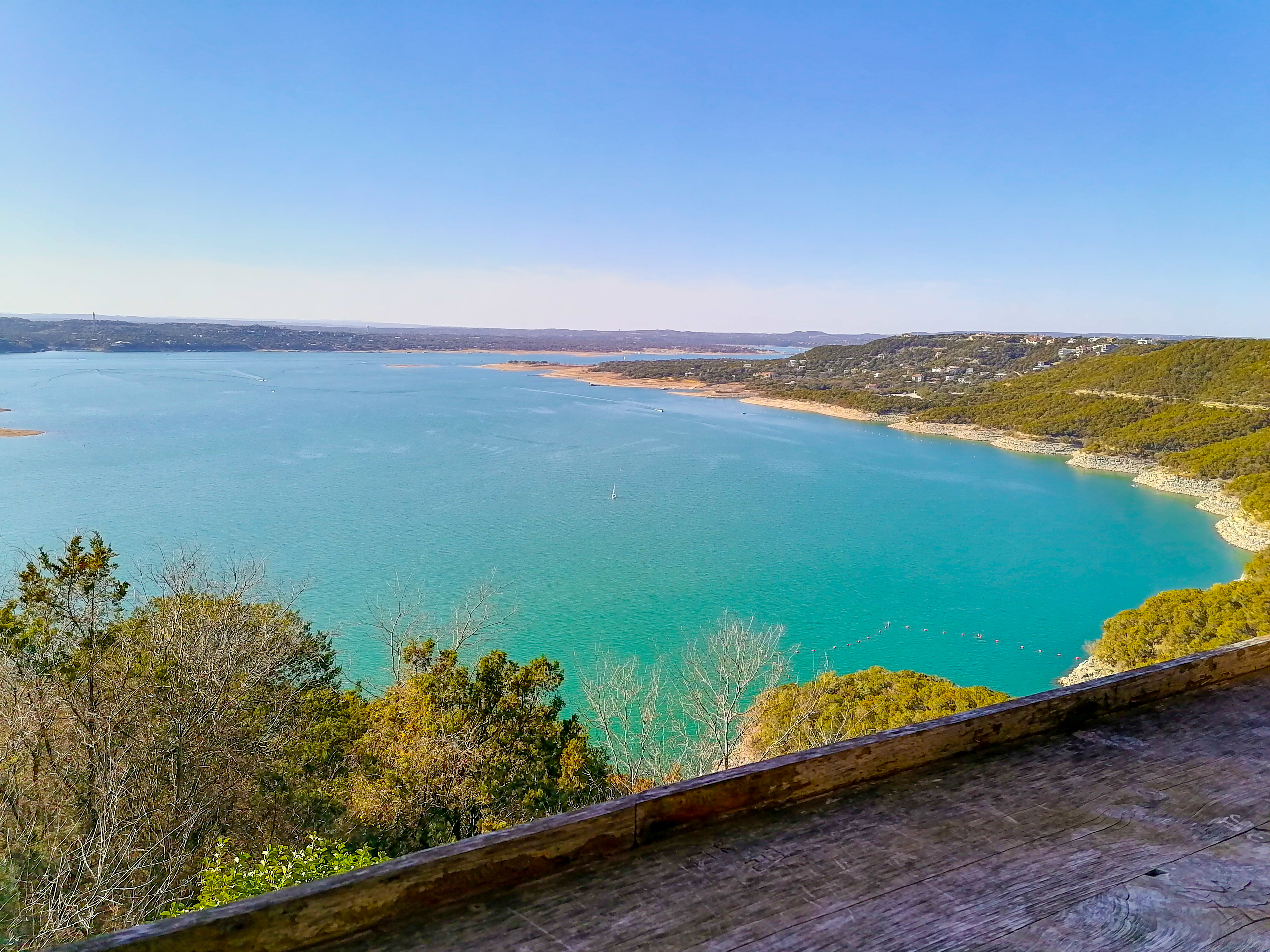
Río Colorado, visto desde la terraza del restaurante The Oasis On Lake Travis.

El río Colorado es el río más largo con su fuente y desembocadura dentro de Texas; no obstante su cuenca hidrográfica y algunos de sus afluentes normalmente secos se extienden hasta Nuevo México. 
El río fluye generalmente hacia el sudeste desde el condado de Dawson a través de Marble Falls, Austin, Bastrop, Smithville, La Grange, Columbus, Wharton, y Bay City antes de vaciar en el golfo de México en la bahía de Matagorda.
Sus principales afluentes son los ríos Llano (169 km), San Baba (285 km),  Concho (235 km) y Pedernales (170 km).